# Selecció de bàsquet d'Austràlia

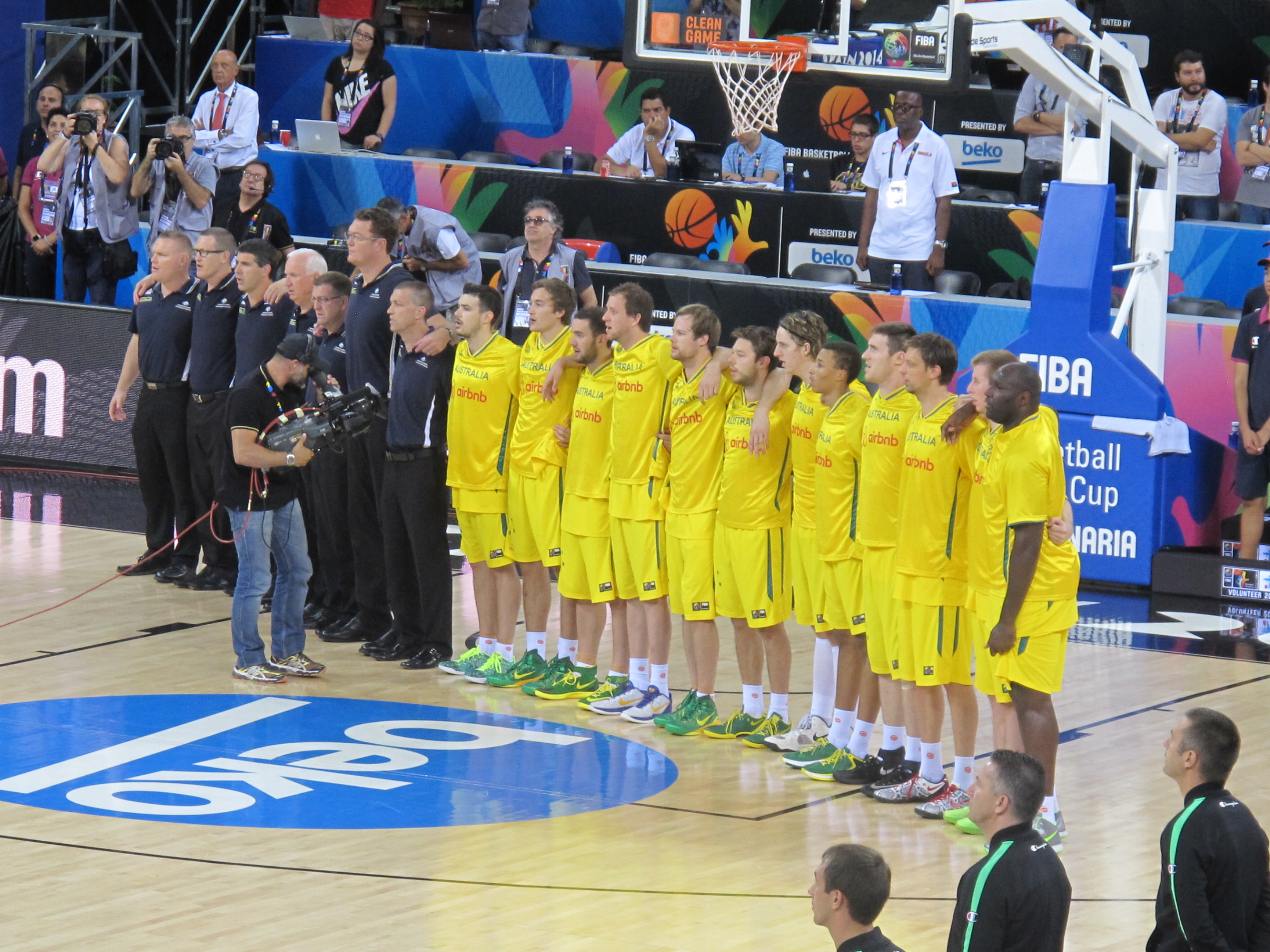
Austràlia a la Copa del Món de 2014.

La Selecció de bàsquet d'Austràlia és l'equip format per jugadors de nacionalitat australiana que representa a la Federació Australiana de Bàsquet en les competicions internacionals organitzades per la Federació Internacional de Bàsquet (FIBA) o el Comitè Olímpic Internacional (COI): els Jocs Olímpics, Campionat del Món de bàsquet masculí i el Campionat FIBA Oceania.

## Classificacions

### Jocs Olímpics
- 1956 - 12
- 1964 - 9
- 1972 - 9
- 1976 - 8
- 1980 - 8
- 1984 - 7
- 1988 - 4
- 1992 - 6
- 1996 - 4
- 2000 - 4
- 2004 - 9
- 2008 - 7
- 2012 - 7
- 2016 - 4
- 2020 -  3

### Campionats mundials
- 1970 - 12
- 1974 - 12
- 1978 - 7
- 1982 - 5
- 1986 - 13
- 1990 - 7
- 1994 - 5
- 1998 - 9
- 2006 - 9
- 2010 - 11
- 2014 - 12
- 2019 - 4

### Campionats asiàtics
- 2017 -  1
- 2022 -  1

### Campionats oceànics
- 1971 -  1
- 1975 -  1
- 1978 -  1
- 1979 -  1
- 1981 -  1
- 1983 -  1
- 1985 -  1
- 1987 -  1
- 1989 -  1
- 1991 -  1
- 1993 -  1
- 1995 -  1
- 1997 -  1
- 2001 -  2
- 2003 -  1
- 2005 -  1
- 2007 -  1
- 2009 -  2
- 2011 -  1
- 2013 -  1
- 2015 -  1

## Palmarès

### Copes Mundials
- 0 Medalles d'Or:
- 0 Medalles de Plata:
- 0 Medalles de Bronze:

### FIBA Diamond Ball
- 1 Medalla d'Or: Hong Kong 2000
- 1 Medalla de Plata: Nankin 2008
- 0 Medalles de Bronze:

## Jugadors destacats
- Andrew Bogut
- Andrew Gaze
- Shane Heal
- Luc Longley
- David Andersen